# Chica Umino
Chika Umino (en japonés: 羽海野 チカ,  Hepburn : Umino Chika) es el seudónimo de una artista de manga, diseñadora e ilustradora japonesa anónima.
Umino se destaca por ser la autora y creadora de la serie Honey and Clover, por la que recibió el premio Kodansha Manga en 2003, y que ha sido adaptada a una serie de anime, producida por JCStaff.

## Biografía
Chica Umino aspiraba a ser diseñadora de personajes y mangaka desde la escuela primaria. En la secundaria, publicó un trabajo en Bouquet.
Su seudónimo proviene de su lugar favorito Umi no Chikaku no Yuuenchi (海 の 近 く の 遊 園地, un parque de diversiones junto al mar), que es también el título de sus obras de doujinshi antes de su debut. 
Le gusta Harry Potter y el anime de Hayao Miyazaki[cita requerida]. Ella se llama a sí misma otaku. Los libros infantiles occidentales como Anne of Green Gables (para el que dibujó la portada en una versión republicada en 2011) que leyó cuando era niña tuvieron una influencia notable en su trabajo, especialmente en cómo elige retratar inusuales constelaciones familiares.
Algunas de las inspiraciones de Umino como artista provienen de los artistas Fusako Kuramochi y Moto Hagio, el último de los cuales aprendió técnicas artísticas de forma autodidacta.
En 2000, Honey and Clover, comenzó a publicarse en la revista de manga de Shueisha, CUTiEcomic. Los primeros catorce capítulos de la serie se publicaron en CUTiEcomic. Posteriormente, la serialización se trasladó a Young YOU. Con la desaparición de Young YOU en 2005, la serie se trasladó a la revista Chorus, donde continuó su ejecución hasta que la serie terminó en julio de 2006 con 64 capítulos. 
Umino recibió el 27° Premio Kodansha Manga por Honey and Clover en 2003, que fue adaptado a una serie de anime producida por JC Staff.
El trabajo más reciente de Umino es March Comes in Like a Lion (3月のライオン Sangatsu no Raion?) lit. "Lion in March" or "March's Lion", que comenzó a publicarse en la revista de Hakusensha, Young Animal. Llega marzo Like a Lion se inspiró en el editor de Umino, quien sugirió que su próximo trabajo fuera sobre shogi o boxeo. Debido a que la propia Umino no tenía ninguna experiencia previa con el shogi, los juegos representados en el manga se dibujaron en sociedad con un supervisor.
En 2009, proporcionó los diseños de personajes para la serie de anime original, Eden of the East, del director Kenji Kamiyama.
Umino también ha ilustrado Tobira o Akete y la serie Glass Heart, incluyendo Boukensha-tachi, Netsu no Shiro y Love Way".
En 2013, Umino fue hospitalizada para una cirugía y tratamiento médico, y suspendió temporalmente sus actividades.

## Obras

### One-shots
- Sora no Kotori
- Hoshi no Opera

### Manga
- Honey and Clover
- Sangatsu no Lion

### Libros
- Honey and Clover: libro de fans oficial vol.0
- Miel y trébol Ilustraciones

### Diseño de personaje
- Eden del Este
- Destino / Gran Orden (Oberon)